# Johann Sturany
Johann Sturany (* 13. Mai 1831 in Hütteldorf; † 17. März 1912 in Wien) war ein österreichischer Baumeister und Architekt.

## Leben
Johann Sturany war der Sohn eines aus Böhmen zugewanderten Maurers, der es in Wien zum Stadtbaumeister brachte. Er hatte eine praktische Ausbildung erhalten und bekam 1858 die Baumeisterkonzession. Im selben Jahr heiratete er die begüterte Fabrikantentochter Betty Spiering. Er wurde zu einem der erfolgreichsten Baumeister der Wiener Ringstraßenära. Aufgrund von Realitätenbesitz konnte er auch als Bauunternehmer tätig sein. In Berufsverbänden war er ebenfalls engagiert und begründete den Verein der Baumeister Niederösterreichs mit. Dadurch war er in der Zeit um 1880 gesellschaftlich sehr angesehen, erhielt hohe Orden, wurde Hofbaumeister und konnte sich aufwändige Privatbauten, wie ein Stadtpalais am Schottenring (Palais Sturany) leisten, in denen auch Prominente der Zeit verkehrten. Nachdem er sich Mitte der 1880er Jahre ins Privatleben zurückgezogen hatte, übernahmen seine Söhne die Firma, die aber nicht mehr so erfolgreich waren. Er wurde am Hütteldorfer Friedhof bestattet. Das Grab ist bereits aufgelassen. Sein Sohn Rudolf Sturany war Zoologe.

## Bedeutung
Sturany war vor allem ein sehr erfolgreicher Baumeister in der Ära der Ringstraßenzeit. Als planender Architekt trat er nur bei weniger bedeutenden Bauten hervor. Er begann mit schlichten Wohnhäusern, übernahm dann aber die repräsentative Formensprache des Historismus auch für Gebäude in den Außenbezirken. Sein persönlicher Anteil an den Bauten der Spätzeit, in der bereits seine Söhne in der Firma aktiv waren, ist nicht mehr festzustellen.

## Werke
- Miethaus, Otto-Bauer-Gasse 23, Wien 6 (1861)
- Miethaus, Otto-Bauer-Gasse 17, Wien 6 (1863)
- Miethaus, Gumpendorfer Straße 155, Wien 6 (1864)
- Miethäuser, Gumpendorfer Straße 47–49, Wien 6 (1868)
- Miethaus, Hofmühlgasse 21, Wien 6 (1876)
- Miethaus, Leebgasse 34, Wien 10 (1885)
- Nähmaschinenfabrik Lenhart, Quellenstraße 102, Wien 10 (1885)
- Miethaus, Brandmayergasse 13, Wien 5 (1889)
- Pfarrkirche Hütteldorf, Wien 14 (1881–1882), (Entwurf Richard Jordan)
- Kaiserin-Elisabeth-Spital, Wien 15 (1883–1890), (Entwurf Eugen Sehnal, Bauleiter Josef Sturany)
- Raimundtheater, Wien 6 (1893–1895), (Entwurf Franz Roth)